# Catharsius biconifer
Catharsius biconifer là một loài bọ cánh cứng trong họ Bọ hung (Scarabaeidae).